# Euprenolepis thrix
Euprenolepis thrix được LaPolla, J. S. phát hiện và mô tả vào năm 2009.